# Flacillula
Genre
Synonymes
- Flacilla Simon, 1901 nec Koken, 1896

Flacillula est un genre d'araignées aranéomorphes de la famille des Salticidae.

## Distribution
Les espèces de ce genre se rencontrent en Asie du Sud et en Asie du Sud-Est.

## Liste des espèces
Selon World Spider Catalog (version 22.5, 05/12/2021) :
- Flacillula albofrenata (Simon, 1905)
- Flacillula dothalugala Bopearachchi & Benjamin, 2021
- Flacillula ellaensis Bopearachchi & Benjamin, 2021
- Flacillula henryi Bopearachchi & Benjamin, 2021
- Flacillula hodgsoni Bopearachchi & Benjamin, 2021
- Flacillula incognita Żabka, 1985
- Flacillula johnstoni Bopearachchi & Benjamin, 2021
- Flacillula lubrica (Simon, 1901)
- Flacillula naipauli Bopearachchi & Benjamin, 2021
- Flacillula piyasenai Bopearachchi & Benjamin, 2021

## Systématique et taxinomie
Ce genre a été décrite sous le nom Flacilla par Simon en 1901. Le nom Flacilla Simon, 1901 étant préoccupé par Flacilla Koken, 1896, il est renommé par Strand en 1932.

## Publications originales
- Strand, 1932 : « Miscellanea nomenklatorica zoologica et palaeontologica, III. » Folia Zoologica et Hydrobiologica, vol. 4, p. 133-147.
- Simon, 1901 : Histoire naturelle des araignées. Paris, vol. 2, p. 381-668 (intégral).